# Erik Coleman
Erik James Coleman (Sacramento, California, 6 de mayo de 1982) es un jugador estadounidense de fútbol americano que ha ocupado la posición de defensive back y safety en la Liga Nacional de Fútbol (del inglés: National Football League) desde el año 2004 en diversos equipos: New York Jets (2004-2007), Atlanta Falcons (2008-2010) y Detroit Lions (2011). Jugó fútbol americano universitario en la Universidad Estatal de Washington, los Cougars, siendo reclutado por los New York Jets en el Draft de la NFL de 2004.